# Soner Örnek
Soner Örnek (* 28. Februar 1989 in Gaziantep) ist ein türkischer Fußballspieler.

## Karriere

### Verein
Örnek hat seit Mai 2008 einen Vertrag bei Gaziantepspor, welcher bis zum 30. Juni 2012 datiert ist. Er debütierte am 10. Mai 2008 unter Trainer Nuralla Saglam. Von Februar bis Juli 2009 war er an den Klub Şanlıurfaspor ausgeliehen, erzielte jedoch keine Tore. 
Im Sommer 2012 verließ er nach zwölf Jahren Gaziantepspor und spielte der Reihe nach für die Drittligisten Eyüpspor und Tokatspor.
Zur Saison 2015/16 wechselte er zu Gaziantep Büyükşehir Belediyespor, dem Zweitligisten seiner Heimatstadt Gaziantep. Bereits nach einer halben Saison zog er zum Drittligisten Hatayspor weiter. Dort spielte er fünf Jahre lang; er half mit beim Aufstieg in die 2. Liga 2018 und dem erstmaligen Erreichen der Süper Lig 2020. Ein Jahr später ging er zum Viertligisten Iğdır FK.

### Nationalmannschaft
Der Innenverteidiger kam auf internationaler Ebene in fünf U-19-Länderspielen und einem U-20-Länderspiel in der türkischen Auswahl zum Einsatz.

## Erfolge
Mit Hatayspor
- Meister der TFF 2. Lig und Aufstieg in die TFF 1. Lig: 2017/18
- Meister der TFF 1. Lig und Aufstieg in die Süper Lig: 2019/20